# Bernd Gehrke
Bernd Gehrke (* 11. Juni 1950 in Berlin) ist ein deutscher Historiker.

## Leben
Im Jahr 1969 schloss Bernd Gehrke seine Ausbildung zum Elektromonteur in Ost-Berlin erfolgreich ab. Im Anschluss studierte er bis 1973 Ökonomie an der KMU Leipzig. 1970 wurde er Mitglied der Sozialistischen Einheitspartei Deutschlands (SED). Bereits ab 1972 war er in konspirativen, oppositionellen Kreisen tätig. Von 1973 bis 1975 war er in der Freien Deutschen Jugend als Sekretär im Kreis Berlin-Mitte tätig. Am Zentralinstitut für Wirtschaftswissenschaften der Akademie der Wissenschaften arbeitete er von 1975 bis 1977 als Wissenschaftlicher Assistent. 1976 initiierte er mit anderen eine illegale Solidaritätserklärung mit streikenden Arbeitern im polnischen Radom, sowie eine Spendensammlung für das Komitee zur Verteidigung der Arbeiter. Im November 1976 unterzeichnete er eine Solidaritätserklärung an den ausgebürgerten Wolf Biermann.
Im November 1977 wurde Gehrkes konspirative Gruppe durch das Ministerium für Staatssicherheit aufgelöst. Im Januar 1978 folgte sein Ausschluss aus der SED wegen „staatsfeindlicher Gruppenbildung“. Es folgte ein Berufsverbot und die fristlose Entlassung durch die Akademie der Wissenschaften. Erst 1984 fand Gehrke wieder eine feste Anstellung als Ökonom im Möbelkombinat Berlin.
Ende der 1980er Jahre arbeitete Bernd Gehrke in der neugegründeten Interessengemeinschaft Stadtökologie der Gesellschaft für Natur und Umwelt Berlin-Pankow. Ab ihrer Gründung im September 1989 war er in der Vereinigten Linken (VL) aktiv und für sie am Zentralen Runden Tisch beteiligt. Am 8. Januar 1990 trat er als Vertreter der VL am Zentralen Runden Tisch zurück. Von Mai bis August 1990 war er Sprecher der VL. Am 27. Oktober 1989 gründete er gemeinsam mit Klaus Richter den Robert-Havemann-Kreis. Auch an der Gründung der Grünen Liga im selben Jahr war er beteiligt. Für den Aufruf Für unser Land wurde er von den Verfassern als einer der 31 Erstunterzeichner ausgewählt.
Nach der Deutschen Wiedervereinigung war Bernd Gehrke im Bündnis kritischer Gewerkschafterinnen Ost/West aktiv. Während der 12. Wahlperiode des Abgeordnetenhauses von Berlin war er parlamentarischer Mitarbeiter der Gruppe Neues Forum/Bürgerbewegung. Seitdem ist er als Historiker und Herausgeber sowie im Bereich der politischen Bildung tätig. Im Jahr 2004 unterstützte er die Montagsdemonstrationen gegen Sozialabbau und unterzeichnete die Erklärung von Angehörigen ehemaliger DDR-Oppositionsgruppen gegen Hartz IV. Als Teil der Selbsthilfegruppe Ei des Kommunismus wirkte er am im Jahr 2013 erschienenen Band Was tun mit Kommunismus?! mit. Im Dezember 2014 initiierte er gemeinsam mit Thomas Klein und Reinhard Schult den Aufruf Pegida – Nie wieda! gegen die Bewegung Patriotische Europäer gegen die Islamisierung des Abendlandes.

## Schriften
- mit Wolfgang Rüddenklau (Hrsg.): ... das war doch nicht unsere Alternative : DDR-Oppositionelle zehn Jahre nach der Wende. 1999, ISBN 3-89691-466-9.
- mit Renate Hürtgen (Hrsg.): Der betriebliche Aufbruch im Herbst 1989: die unbekannte Seite der DDR-Revolution. 2001, ISBN 3-927995-00-2.
- mit Gerd-Rainer Horn (Hrsg.): 1968 und die Arbeiter : Studien zum „proletarischen Mai“ in Europa. 2007, ISBN 978-3-89965-165-2.
- mit Leonore Ansorg, Thomas Klein, Danuta Kneipp (Hrsg.): Das Land ist still – noch! 2009, ISBN 978-3-412-14306-0.
- Selbsthilfegruppe Ei des Kommunismus (Hrsg.): Was tun mit Kommunismus?! 2013, ISBN 978-3-89771-526-4.